# 마동도서관
마동도서관은 전북특별자치도 익산시에 있는 공립 도서관이다.

## 연혁
- 1994년 10월 20일 개관.
- 1996년 5월 22일 한국도서관협회 우수도서관상 수상.
- 1999년 ~ 2000년 전라북도 시범도서관 지정.
- 2008년 12월 12일 2008 전국 도서관 운영평가 문화체육관광부장관상 수상.
- 2011년 6월 1일 전주대학교와 민간위탁 협약 체결.
- 2016년 6월 1일 직영 전환.